# 114 (numéro d'appel d'urgence)
Pour les articles homonymes, voir 114 (homonymie).

Logo du service Urgence 114

Le 114, numéro d’appel d’urgence français pour les personnes sourdes et malentendantes, est un numéro unique, national, gratuit, accessible en permanence par visiophonie, tchat, SMS ou fax. Des agents de régulation du 114, sourds et entendants, gèrent l’appel et contactent le service d’urgence le plus proche : SAMU (15), police-gendarmerie (17), sapeurs-pompiers (18). Ce numéro d'appel peut également être utilisé par une personne entendante et non mutique mais ne pouvant pas s'exprimer verbalement sans se mettre en danger.
Le 114 est un service public qui fonctionne sous l’égide du Comité interministériel du handicap. Il est financé par le ministère de l’Intérieur et par le ministère de la Santé. Les associations d’usagers participent à son évolution. Sa mise en place a été confiée au Centre hospitalier universitaire Grenoble-Alpes, situé sur la commune de La Tronche. Le numéro d'urgence a été mis en service le 14 septembre 2011.
Le 114 est le numéro national pour les appels d’urgence en France métropolitaine et dans les départements et régions d'outre-mer (Martinique, Guadeloupe, Guyane, Réunion, Mayotte) accessible aux personnes qui ont des difficultés à entendre ou à parler (personnes sourdes, malentendantes, aphasiques, dysphasiques),.

## Les principes fondateurs
Toute personne ayant des difficultés à entendre ou à parler, lorsqu’elle se trouve en situation d’urgence, qu’elle soit victime ou témoin, peut alerter et communiquer via le 114, numéro national unique et gratuit.
Le 114 est principalement destiné aux personnes sourdes et malentendantes, mais peut être utilisé par toute personne qui en a besoin (toute personne ayant des difficultés à entendre ou à parler en situation d’urgence)
Il ne se substitue pas aux centres d’appel urgent existants (15, 17, 18, 112…) mais en permet l’accès aux personnes qui ne peuvent pas téléphoner.

## Dates clés

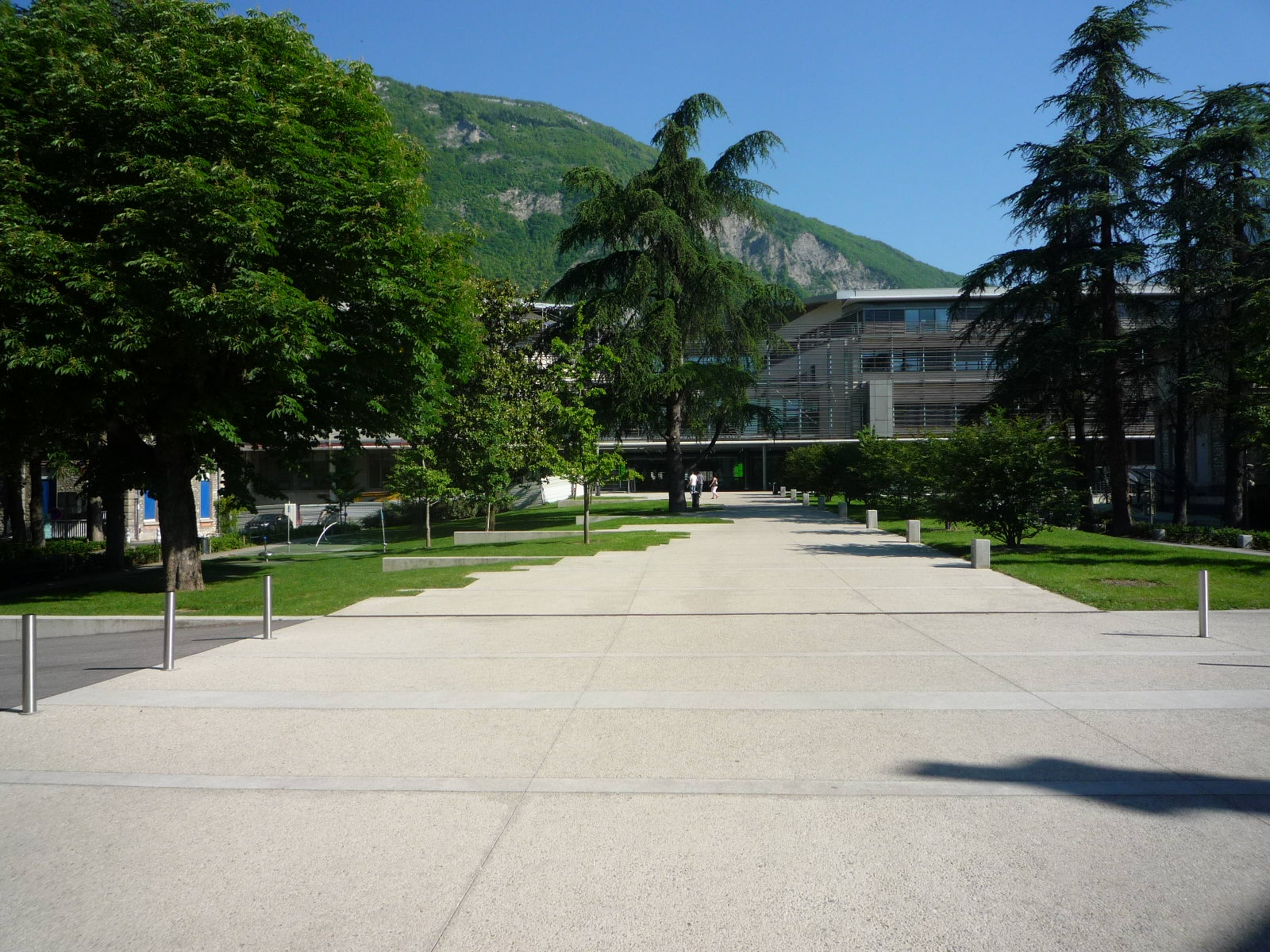
Le service du centre 114 est hebérgé sur le site de l'Hôpital Couple Enfant du CHRU de Grenoble (situé à La Tronche).

### Textes légaux
- 11 février 2005 : loi no 2005-102 pour l’égalité des droits et des chances, la participation et la citoyenneté des personnes handicapées[8].

- 14 avril 2008 : décret no 2008-346 du 14 avril 2008 relatif à la réception et à l'orientation des appels d'urgence des personnes déficientes auditives, il prévoit la mise en place d’un centre national de relais[9].

- 1er février 2010 : arrêté qui désigne le CHU de Grenoble-Alpes pour assurer la mise en place du 114 (arrêté du 1er février 2010 désignant l'établissement de santé assurant les missions du centre national de relais mentionné à l'article D. 98-8-1 du code des postes et des communications électroniques)[10].

- L'arrêté qui attribue au service le numéro court 114 date du 31 janvier 2011.

### Évolution du service
Le 14 septembre 2011 marque l'ouverture du 114 avec SMS et fax.
En 2018, le 114 évolue. Les SMS sont toujours disponibles mais via une application sur un assistant personnel (smartphone ou tablette) ou le site internet dédié, il est possible de faire des visios avec un agent de régulation, et ainsi de dialoguer directement en langue des signes. Selon Véronique Equy, responsable du 114, « tous les moyens de communication adaptés à ces publics. »

## Fonctionnement
L’appel au 114 peut se faire depuis un smartphone, grâce à une application (visioconférence, tchat, voix/retour texte), depuis un site internet (visioconférence, tchat, voix/retour texte), par SMS ou par fax.
L'application sur smartphone et le site sur internet (www.urgence114.fr) ont la possibilité, par la visiophonie, de communiquer par la langue des signes. Cette application URGENCE 114 est disponible sur iOS et Android. Ce service, désigné sous l'appellation « Conversation totale », évolue régulièrement et permet désormais l'envoi de photos, facilitant ainsi l'analyse de la situation par les agents. Cela permet également le pré-enregistrement des coordonnées de la personne afin de gagner du temps.
Dès que les informations relatives au traitement de l’urgence sont recueillies (localisation, circonstances, identité de la personne, etc.), le 114 établit le lien direct avec le service d’urgence local concerné qui interviendra, si nécessaire, dans les plus brefs délais.
Selon Eric Vial, coordinateur du centre d'appel, le service a traité, en 2023, 28 165 appels dont 7 558 correspondant à une situation d’urgence, soit une vingtaine par jour. La moitié de ces appels concernait un problème médical, un tiers la police et la gendarmerie, le reste le service des pompiers.

## Formation spécifique des agents de régulation 114
Les appels, selon leur type, sont traités soit par des agents entendants, soit par des agents sourds.
Tous ont reçu une formation spécifique : 
- formation au traitement des appels urgents dans les différents métiers (urgences médicales, Police, Gendarmerie, Sapeurs-Pompiers) ;
- formation aux gestes de premier secours ;
- formation à l’utilisation du français écrit, de la langue des signes, et de leurs adaptations aux diverses situations ;
- formation à l’utilisation des technologies non téléphoniques en situation d’urgence (écrit, vidéo, supports mixtes).

## Reconnaissance et distinction
La France a participé au projet Reach 112 pendant trois ans. Le 114 a été primé en 2013 à Riga par l’Award « Next Generation 112 » délivré par l’EENA.